# Pałac w Pawłowicach (powiat leszczyński)
Pałac w Pawłowicach – zabytkowy pałac w miejscowości  Pawłowice (powiat leszczyński), w województwie wielkopolskim.
Dawna rezydencja szlachecka wybudowana pod koniec XVIII w. w stylu klasycyzującego baroku według projektu Carla Gottharda Langhansa. Jej fundatorem był pisarz wielki koronny Maksymilian Mielżyński (1738–1799) herbu Nowina.
Do najwspanialszych pomieszczeń pałacu należy wielka Sala Kolumnowa projektu Jana Christina Kamsetzera, która służy obecnie jako sala konferencyjna. Przed II wojną światową wyposażenie tej rezydencji Mielżyńskich składało się z tysięcy cennych zabytkowych mebli, obrazów, rzeźb oraz przedmiotów ze szkła, porcelany i srebra.
Założona przez Maksymiliana Mielżyńskiego biblioteka liczyła w 1929 r. 10 tys. pięknie oprawionych woluminów. Większość wyposażenia pałacu została zrabowana w czasie wojny przez hitlerowców.
Od 1945 pałac należy do Instytutu Zootechniki z Krakowa i mieści się w nim Zakład Doświadczalny Pawłowice.
Obiekt pełni także funkcję ośrodka konferencyjno-hotelowego.

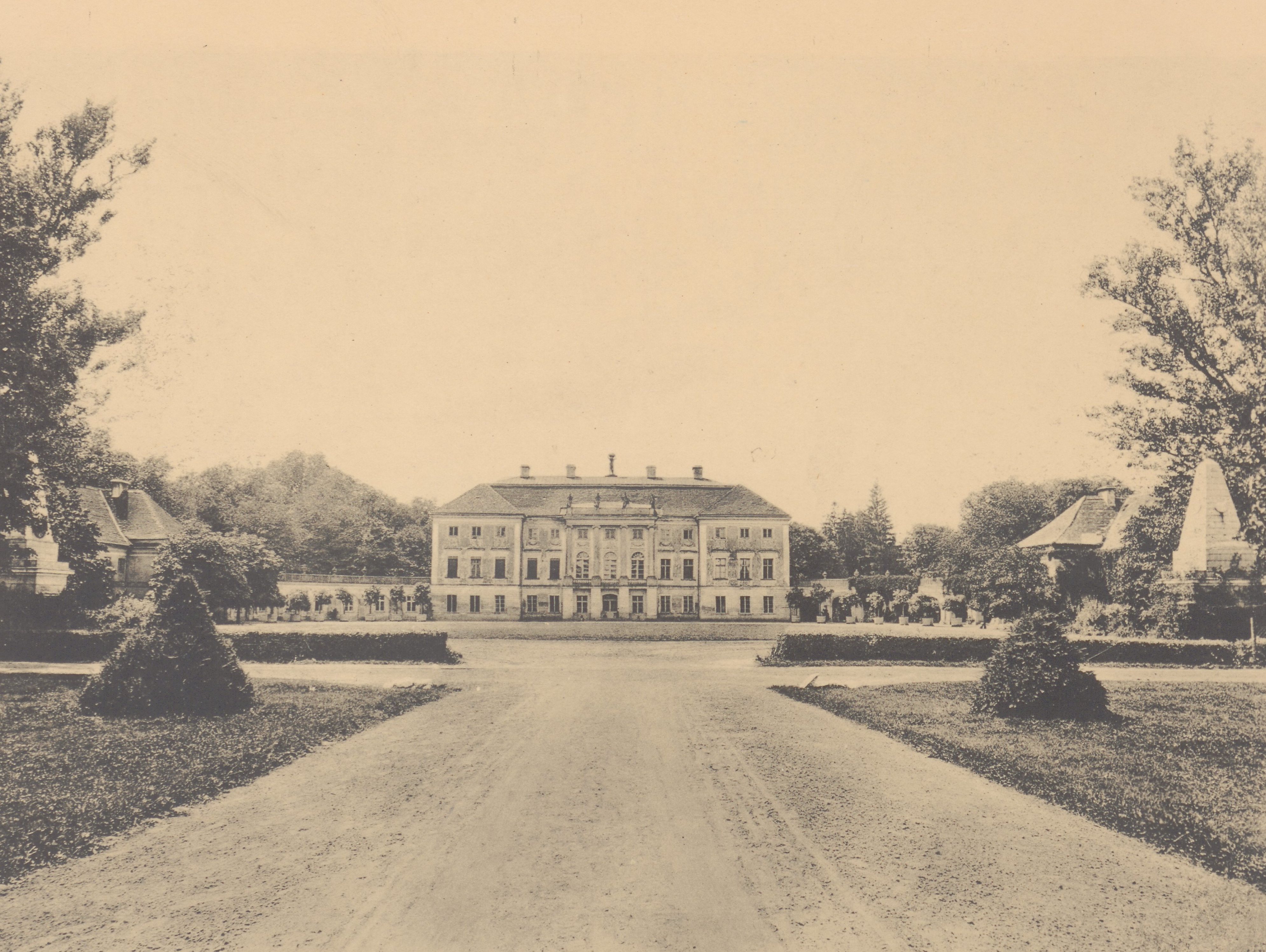
Pałac przed 1912
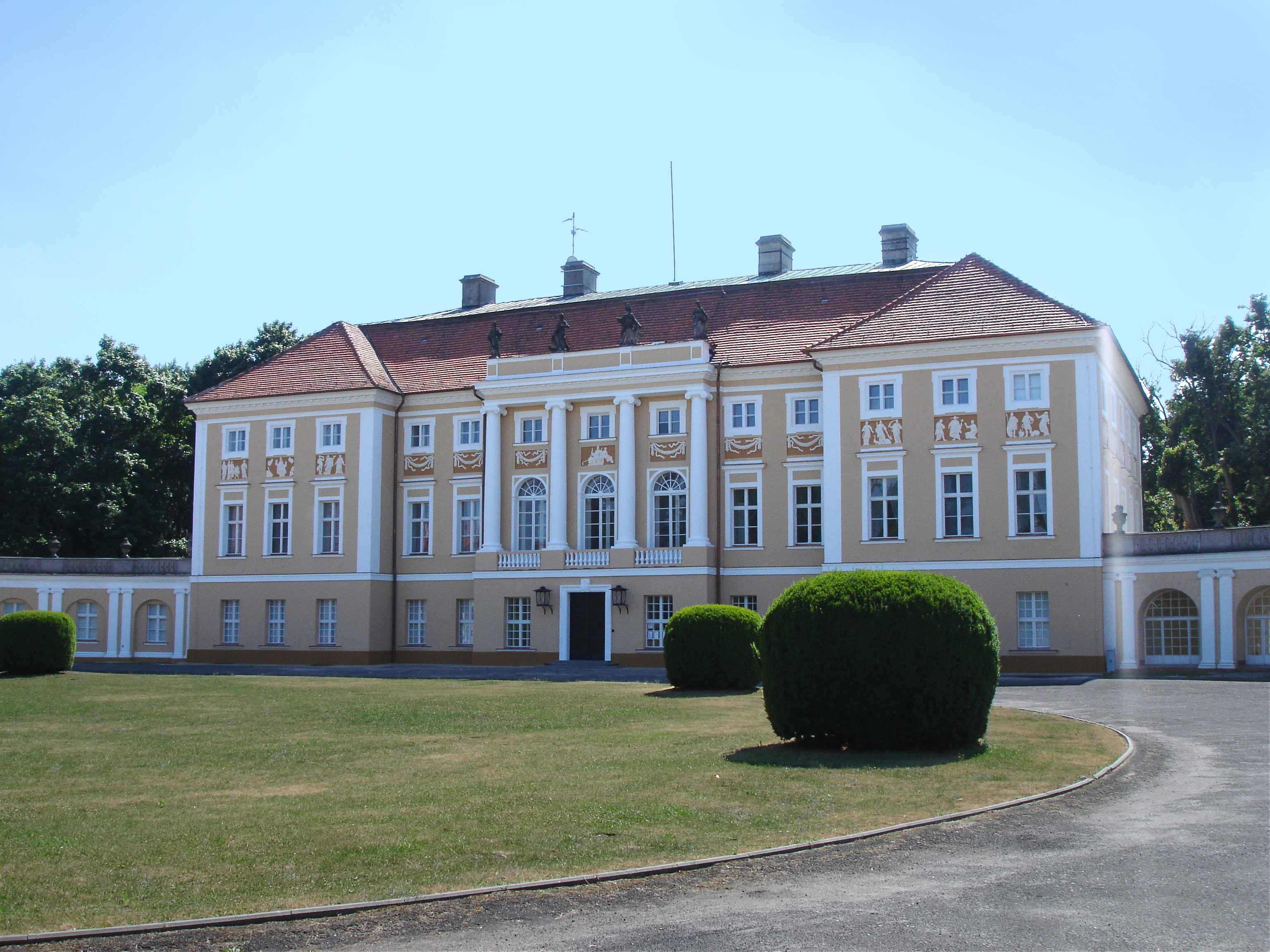
Pałac
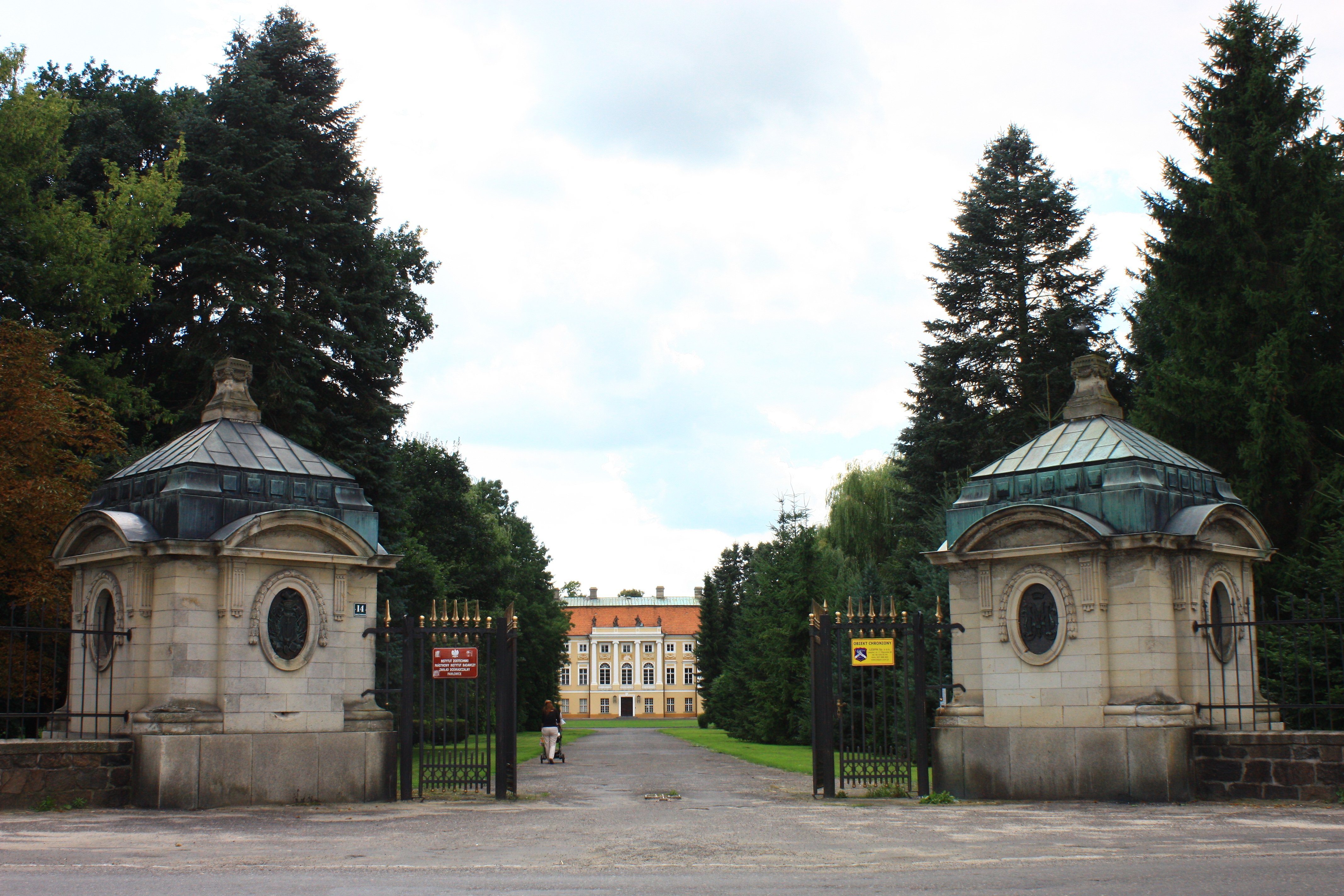
Budynek (L) z h. Nowina  Mielżyńskich
Herb Nowina  M.  Mielżyńskiego